# سيد أحمد الحردلو
سيد أحمد الحردلو شاعر سودانى ودبلوماسي معروف ولد عام 1940 في قرية ناوا بالولاية الشمالية السودان. حاصل على بكالوريوس في اللغة الإنجليزية وآدابها 1965 ودبلوم اللغة الفرنسية 1975/ 1974 م
متزوج و لديه ثلاثة أبناء سامح و محمد و مازن
عمل مدرساً في السودان ثم في حضرموت قبل استقلالها، ثم انتقل إلى السلك الدبلوماسي فعمل مستشارًا بسفارة السودان في كنشاسا 1975, 1976 فوزيراً مفوضاً 1977- 1979, فسفيراً 1980،فسفيراً فوق العادة 1987- 1989 وتقاعد عام 1989 م.
عمل محرراً ومراسلاً لبعض الصحف السودانية والعربية. شارك في العديد من المؤتمرات الرسمية, واللقاءات والمهرجانات الثقافية.

## دواوينه الشعرية
- غدا نلتقي
- مقدمات 1970
- كتاب مفتوح إلى حضرة الإمام 1985
- بكائية على بحر القلزم 1985
- خربشات على دفتر الوطن 1997
- الخرطوم... ياحبيبتي 1999
- أنتم الناس أيها اليمانون 1999
- إلى جانب الكثير من الأشعار بالعامية السودانية.

## أعماله الإبداعية الأخرى
ملعون أبوكي بلد (مجموعة قصصية)- مسرحية شعرية بالعامية السودانية.

## ممن درسوا شعره وكتبوا عنه
- مصطفى السحرتي
- تاج السرالحسن
- عزالدين إسماعيل
- محمود أمين العالم
- أحمد رشدي صالح
- جيلي عبد الرحمن
- غادة السمان

## وفاته
توفي يوم الجمعة 8 يونيو 2012 عن عمر يناهز 72 عاما.